# Patinage artistique aux Jeux olympiques de 1924
Navigation
Anvers 1920 Saint-Moritz 1928
Les épreuves de patinage artistique aux Jeux olympiques d'hiver de 1924 se déroulent du 28 au 31 janvier 1924 au stade olympique de Chamonix en France. 
Les compétitions regroupent onze pays et vingt-neuf athlètes (seize hommes et treize femmes). 
Trois épreuves sont disputées :
- Concours Messieurs (le 29 janvier pour les figures imposées et le 30 janvier pour le programme libre).
- Concours Dames (le 29 janvier pour les figures imposées et le 31 janvier pour le programme libre)
- Concours Couples (le 31 janvier)

L'épreuve de patinage artistique féminine voit s'aligner la jeune norvégienne Sonja Henie, âgée de 11 ans seulement. Le Suédois Gillis Grafström, gagne de justesse (quatre votes sur un total de sept) contre l'Autrichien Willy Böckl. La championne autrichienne Herma Plank-Szabó, l'une des athlètes de la toute nouvelle "École viennoise" de patinage artistique remporta l'épreuve. L'Américaine Beatrix Loughran et la Britannique Ethel Muckelt complètent le podium.
Pour la première fois aux jeux olympiques, plus de dix patineurs participent à la compétition individuelle masculine ; et plus de dix nations participent aux épreuves de patinage artistique. 

## Participants
29 patineurs de 11 nations participent aux Jeux olympiques d'hiver de 1924 : 16 hommes et 13 femmes.
À la suite de la Première Guerre mondiale, la délégation allemande n'est pas invitée à participer aux jeux. Par contre, l'Autriche fait son retour aux jeux.
L'Autriche, le Canada et la Tchécoslovaquie participent pour la première fois aux épreuves de patinage artistique des Jeux olympiques d'hiver.
| Pays            | Participants Hommes                          | Participantes Femmes                           | Nombre d'hommes | Nombre de femmes | Nombre total |
| --------------- | -------------------------------------------- | ---------------------------------------------- | --------------- | ---------------- | ------------ |
| Autriche        | Alfred Berger Willy Böckl                    | Helene Engelmann Herma Szabó                   | 2               | 2                | 4            |
| Belgique        | Freddy Mésot Georges Wagemans                | Georgette Herbos                               | 2               | 1                | 3            |
| Canada          | Melville Rogers                              | Cecil Smith                                    | 1               | 1                | 2            |
| États-Unis      | Nathaniel Niles                              | Theresa Blanchard Beatrix Loughran             | 1               | 2                | 3            |
| Finlande        | Walter Jakobsson                             | Ludowika Jakobsson                             | 1               | 1                | 2            |
| France          | Pierre Brunet André Malinet Charles Sabouret | Andrée Joly Simone Sabouret                    | 3               | 2                | 5            |
| Norvège         |                                              | Sonja Henie                                    | 0               | 1                | 1            |
| Royaume-Uni     | Herbert Clarke Jack Page Tyke Richardson     | Ethel Muckelt Mildred Richardson Kathleen Shaw | 3               | 3                | 6            |
| Suède           | Gillis Grafström                             |                                                | 1               | 0                | 1            |
| Suisse          | Georges Gautschi                             |                                                | 1               | 0                | 1            |
| Tchécoslovaquie | Josef Slíva                                  |                                                | 1               | 0                | 1            |
| Total           | Total                                        | Total                                          | 16              | 13               | 29           |

## Podiums
| Épreuves                      | Or                               | Argent                                | Bronze                     |
| ----------------------------- | -------------------------------- | ------------------------------------- | -------------------------- |
| Messieurs résultats détaillés | Gillis Grafström                 | Willy Böckl                           | Georges Gautschi           |
| Dames résultats détaillés     | Herma Szabó                      | Beatrix Loughran                      | Ethel Muckelt              |
| Couples résultats détaillés   | Helene Engelmann / Alfred Berger | Ludowika Jakobsson / Walter Jakobsson | Andrée Joly/ Pierre Brunet |

## Tableau des médailles
| Rang  | Pays        | Médaille d'or, Jeux olympiques | Médaille d'argent, Jeux olympiques | Médaille de bronze, Jeux olympiques | Total |
| 1     | Autriche    | 2                              | 1                                  | 0                                   | 3     |
| 2     | Suède       | 1                              | 0                                  | 0                                   | 1     |
| 3     | États-Unis  | 0                              | 1                                  | 0                                   | 1     |
| 3     | Finlande    | 0                              | 1                                  | 0                                   | 1     |
| 5     | France      | 0                              | 0                                  | 1                                   | 1     |
| 5     | Royaume-Uni | 0                              | 0                                  | 1                                   | 1     |
| 5     | Suisse      | 0                              | 0                                  | 1                                   | 1     |
| Total | Total       | 3                              | 3                                  | 3                                   | 9     |

## Détails des compétitions

### Messieurs

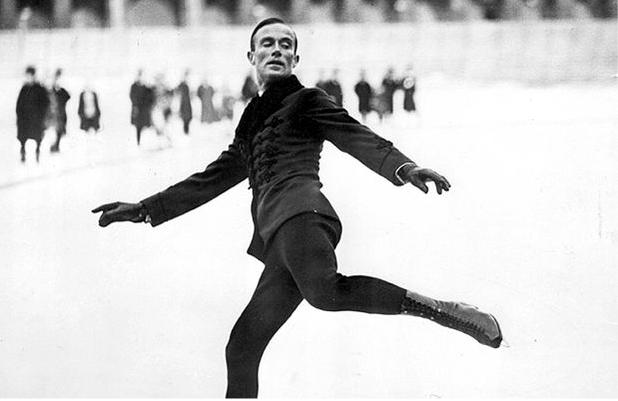
Gillis Grafström aux Jeux olympiques d'hiver de 1924.

| Rang | Nom              | Nation          | Places | Points | Fig. impo. | Prog. libre |
| ---- | ---------------- | --------------- | ------ | ------ | ---------- | ----------- |
| 1    | Gillis Grafström | Suède           | 10.0   | 367.89 | 1          | 2           |
| 2    | Willy Böckl      | Autriche        | 13.0   | 359.82 | 2          | 1           |
| 3    | Georges Gautschi | Suisse          | 23.0   | 319.07 | 3          | 4           |
| 4    | Josef Slíva      | Tchécoslovaquie | 28.0   | 310.77 | 5          | 3           |
| 5    | Jack Page        | Royaume-Uni     | 36.0   | 295.36 | 6          | 5           |
| 6    | Nathaniel Niles  | États-Unis      | 46.0   | 274.47 | 4          | 9           |
| 7    | Melville Rogers  | Canada          | 51.0   | 269.82 | 7          | 8           |
| 8    | Pierre Brunet    | France          | 54.0   | 268.61 | 9          | 6           |
| 9    | Freddy Mésot     | Belgique        | 54.0   | 266.18 | 8          | 7           |
| 10   | Herbert Clarke   | Royaume-Uni     | 70.0   | 219.75 | 10         | 11          |
| 11   | André Malinet    | France          | 77.0   | 202.46 | 11         | 10          |

### Dames

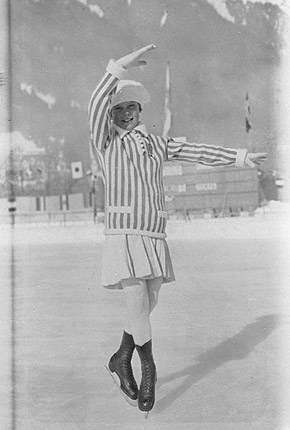
La jeune Sonja Henie aux Jeux olympiques d'hiver de 1924.

| Rang | Nom               | Nation      | Places | Points | Fig. impo. | Prog. libre |
| ---- | ----------------- | ----------- | ------ | ------ | ---------- | ----------- |
| 1    | Herma Szabó       | Autriche    | 7.0    | 299.17 | 1          | 1           |
| 2    | Beatrix Loughran  | États-Unis  | 14.0   | 279.85 | 2          | 3           |
| 3    | Ethel Muckelt     | Royaume-Uni | 26.0   | 250.07 | 3          | 7           |
| 4    | Theresa Blanchard | États-Unis  | 27.0   | 249.53 | 4          | 4           |
| 5    | Andrée Joly       | France      | 38.0   | 231.92 | 7          | 2           |
| 6    | Cecil Smith       | Canada      | 44.0   | 230.75 | 5          | 5           |
| 7    | Kathleen Shaw     | Royaume-Uni | 46.0   | 221.00 | 6          | 8           |
| 8    | Sonja Henie       | Norvège     | 50.0   | 203.82 | 8          | 6           |

### Couples

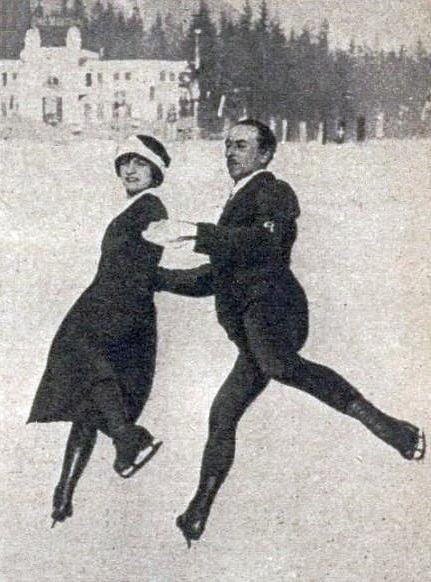
Andrée Joly et Pierre Brunet, troisièmes des JO de 1924 à Chamonix en couples.

| Rang | Nom                                   | Nation      | Places | Points |
| ---- | ------------------------------------- | ----------- | ------ | ------ |
| 1    | Helene Engelmann / Alfred Berger      | Autriche    | 9.0    | 10.64  |
| 2    | Ludowika Jakobsson / Walter Jakobsson | Finlande    | 18.5   | 10.25  |
| 3    | Andrée Joly / Pierre Brunet           | France      | 22.0   | 9.89   |
| 4    | Ethel Muckelt / Jack Page             | Royaume-Uni | 30.5   | 9.93   |
| 5    | Georgette Herbos / Georges Wagemans   | Belgique    | 37.0   | 8.82   |
| 6    | Theresa Blanchard / Nathaniel Niles   | États-Unis  | 39.0   | 9.07   |
| 7    | Cecil Smith / Melville Rogers         | Canada      | 41.0   | 9.11   |
| 8    | Mildred Richardson / Tyke Richardson  | Royaume-Uni | 57.0   | 7.68   |
| 9    | Simone Sabouret / Charles Sabouret    | France      | 61.0   | 7.15   |